# Acrodonta
Gli acrodonta sono un clade di squamati iguani costituito interamente da taxa del Vecchio Mondo. La rappresentazione esistente comprende le famiglie Chamaeleonidae (camaleonti) e Agamidae (agame), con almeno 500 specie descritte. Il genere fossile Gueragama ritrovato in Brasile, rappresenta l'unico rappresentante americano noto del gruppo.
Il gruppo prende il nome dall'omonima forma dei denti, in cui i denti si consolidano con la sommità della cresta alveolare della mascella senza alveoli. Vi sono, tuttavia, altri animali che hanno una dentizione acrodonta come i tuatara.

## Sistematica
Di solito gli acrodonti sono divisi in due famiglie: Chamaeleonidae e Agamidae, sebbene ci siano alcuni studi che suggeriscono che i camaleonti vadano invece raggruppati all'interno di Agamidae. Al fine di mantenere lo stato familiare di Chamaeleonidae alcuni autori hanno suggerito di collocare i clade Uromastycinae e Leiolepidinae in una terza famiglia, i Leiolepididae. Tuttavia, la maggior parte degli articoli riguardanti la filogenetica degli acrodonti supporta la dicotomia tradizionale del gruppo.
Di seguito è riportato un cladogramma che mostra i lignaggi degli acrodonti, basata sugli studi di Pyron et al. (2013):
|  | Brookesiinae   |
|  |                |
|  | Chamaeleoninae |
|  |                |

|  | Amphibolurinae (draghi australasiatici)                                                             |
|  | |
|  | \| \| Draconinae (draghi asiatici) \| \| \| \| \| \| Agaminae (draghi afro-eurasiatici) \| \| \| \| |
|  | |
|  | Draconinae (draghi asiatici)                                                                        |
|  | |
|  | Agaminae (draghi afro-eurasiatici)                                                                  |
|  | |

|  | Draconinae (draghi asiatici)       |
|  |                                    |
|  | Agaminae (draghi afro-eurasiatici) |
|  |                                    |

|  | Amphibolurinae (draghi australasiatici)                                                             |
|  | |
|  | \| \| Draconinae (draghi asiatici) \| \| \| \| \| \| Agaminae (draghi afro-eurasiatici) \| \| \| \| |
|  | |
|  | Draconinae (draghi asiatici)                                                                        |
|  | |
|  | Agaminae (draghi afro-eurasiatici)                                                                  |
|  | |

|  | Draconinae (draghi asiatici)       |
|  |                                    |
|  | Agaminae (draghi afro-eurasiatici) |
|  |                                    |

|  | Amphibolurinae (draghi australasiatici)                                                             |
|  | |
|  | \| \| Draconinae (draghi asiatici) \| \| \| \| \| \| Agaminae (draghi afro-eurasiatici) \| \| \| \| |
|  | |
|  | Draconinae (draghi asiatici)                                                                        |
|  | |
|  | Agaminae (draghi afro-eurasiatici)                                                                  |
|  | |

|  | Draconinae (draghi asiatici)       |
|  |                                    |
|  | Agaminae (draghi afro-eurasiatici) |
|  |                                    |

|  | Amphibolurinae (draghi australasiatici)                                                             |
|  | |
|  | \| \| Draconinae (draghi asiatici) \| \| \| \| \| \| Agaminae (draghi afro-eurasiatici) \| \| \| \| |
|  | |
|  | Draconinae (draghi asiatici)                                                                        |
|  | |
|  | Agaminae (draghi afro-eurasiatici)                                                                  |
|  | |

|  | Draconinae (draghi asiatici)       |
|  |                                    |
|  | Agaminae (draghi afro-eurasiatici) |
|  |                                    |

|  | Amphibolurinae (draghi australasiatici)                                                             |
|  | |
|  | \| \| Draconinae (draghi asiatici) \| \| \| \| \| \| Agaminae (draghi afro-eurasiatici) \| \| \| \| |
|  | |
|  | Draconinae (draghi asiatici)                                                                        |
|  | |
|  | Agaminae (draghi afro-eurasiatici)                                                                  |
|  | |

|  | Draconinae (draghi asiatici)       |
|  |                                    |
|  | Agaminae (draghi afro-eurasiatici) |
|  |                                    |

|  | Amphibolurinae (draghi australasiatici)                                                             |
|  | |
|  | \| \| Draconinae (draghi asiatici) \| \| \| \| \| \| Agaminae (draghi afro-eurasiatici) \| \| \| \| |
|  | |
|  | Draconinae (draghi asiatici)                                                                        |
|  | |
|  | Agaminae (draghi afro-eurasiatici)                                                                  |
|  | |

|  | Draconinae (draghi asiatici)       |
|  |                                    |
|  | Agaminae (draghi afro-eurasiatici) |
|  |                                    |

|  | Amphibolurinae (draghi australasiatici)                                                             |
|  | |
|  | \| \| Draconinae (draghi asiatici) \| \| \| \| \| \| Agaminae (draghi afro-eurasiatici) \| \| \| \| |
|  | |
|  | Draconinae (draghi asiatici)                                                                        |
|  | |
|  | Agaminae (draghi afro-eurasiatici)                                                                  |
|  | |

|  | Draconinae (draghi asiatici)       |
|  |                                    |
|  | Agaminae (draghi afro-eurasiatici) |
|  |                                    |

|  | Amphibolurinae (draghi australasiatici)                                                             |
|  | |
|  | \| \| Draconinae (draghi asiatici) \| \| \| \| \| \| Agaminae (draghi afro-eurasiatici) \| \| \| \| |
|  | |
|  | Draconinae (draghi asiatici)                                                                        |
|  | |
|  | Agaminae (draghi afro-eurasiatici)                                                                  |
|  | |

|  | Draconinae (draghi asiatici)       |
|  |                                    |
|  | Agaminae (draghi afro-eurasiatici) |
|  |                                    |

|  | Brookesiinae   |
|  |                |
|  | Chamaeleoninae |
|  |                |

|  | Amphibolurinae (draghi australasiatici)                                                             |
|  | |
|  | \| \| Draconinae (draghi asiatici) \| \| \| \| \| \| Agaminae (draghi afro-eurasiatici) \| \| \| \| |
|  | |
|  | Draconinae (draghi asiatici)                                                                        |
|  | |
|  | Agaminae (draghi afro-eurasiatici)                                                                  |
|  | |

|  | Draconinae (draghi asiatici)       |
|  |                                    |
|  | Agaminae (draghi afro-eurasiatici) |
|  |                                    |

|  | Amphibolurinae (draghi australasiatici)                                                             |
|  | |
|  | \| \| Draconinae (draghi asiatici) \| \| \| \| \| \| Agaminae (draghi afro-eurasiatici) \| \| \| \| |
|  | |
|  | Draconinae (draghi asiatici)                                                                        |
|  | |
|  | Agaminae (draghi afro-eurasiatici)                                                                  |
|  | |

|  | Draconinae (draghi asiatici)       |
|  |                                    |
|  | Agaminae (draghi afro-eurasiatici) |
|  |                                    |

|  | Amphibolurinae (draghi australasiatici)                                                             |
|  | |
|  | \| \| Draconinae (draghi asiatici) \| \| \| \| \| \| Agaminae (draghi afro-eurasiatici) \| \| \| \| |
|  | |
|  | Draconinae (draghi asiatici)                                                                        |
|  | |
|  | Agaminae (draghi afro-eurasiatici)                                                                  |
|  | |

|  | Draconinae (draghi asiatici)       |
|  |                                    |
|  | Agaminae (draghi afro-eurasiatici) |
|  |                                    |

|  | Amphibolurinae (draghi australasiatici)                                                             |
|  | |
|  | \| \| Draconinae (draghi asiatici) \| \| \| \| \| \| Agaminae (draghi afro-eurasiatici) \| \| \| \| |
|  | |
|  | Draconinae (draghi asiatici)                                                                        |
|  | |
|  | Agaminae (draghi afro-eurasiatici)                                                                  |
|  | |

|  | Draconinae (draghi asiatici)       |
|  |                                    |
|  | Agaminae (draghi afro-eurasiatici) |
|  |                                    |

|  | Amphibolurinae (draghi australasiatici)                                                             |
|  | |
|  | \| \| Draconinae (draghi asiatici) \| \| \| \| \| \| Agaminae (draghi afro-eurasiatici) \| \| \| \| |
|  | |
|  | Draconinae (draghi asiatici)                                                                        |
|  | |
|  | Agaminae (draghi afro-eurasiatici)                                                                  |
|  | |

|  | Draconinae (draghi asiatici)       |
|  |                                    |
|  | Agaminae (draghi afro-eurasiatici) |
|  |                                    |

|  | Amphibolurinae (draghi australasiatici)                                                             |
|  | |
|  | \| \| Draconinae (draghi asiatici) \| \| \| \| \| \| Agaminae (draghi afro-eurasiatici) \| \| \| \| |
|  | |
|  | Draconinae (draghi asiatici)                                                                        |
|  | |
|  | Agaminae (draghi afro-eurasiatici)                                                                  |
|  | |

|  | Draconinae (draghi asiatici)       |
|  |                                    |
|  | Agaminae (draghi afro-eurasiatici) |
|  |                                    |

|  | Amphibolurinae (draghi australasiatici)                                                             |
|  | |
|  | \| \| Draconinae (draghi asiatici) \| \| \| \| \| \| Agaminae (draghi afro-eurasiatici) \| \| \| \| |
|  | |
|  | Draconinae (draghi asiatici)                                                                        |
|  | |
|  | Agaminae (draghi afro-eurasiatici)                                                                  |
|  | |

|  | Draconinae (draghi asiatici)       |
|  |                                    |
|  | Agaminae (draghi afro-eurasiatici) |
|  |                                    |

|  | Amphibolurinae (draghi australasiatici)                                                             |
|  | |
|  | \| \| Draconinae (draghi asiatici) \| \| \| \| \| \| Agaminae (draghi afro-eurasiatici) \| \| \| \| |
|  | |
|  | Draconinae (draghi asiatici)                                                                        |
|  | |
|  | Agaminae (draghi afro-eurasiatici)                                                                  |
|  | |

|  | Draconinae (draghi asiatici)       |
|  |                                    |
|  | Agaminae (draghi afro-eurasiatici) |
|  |                                    |